# Kortówka
Kortówka – struga, lewostronny dopływ Łyny o długości 4,99 km.
Struga płynie w Olsztynie. Wypływa z jeziora Ukiel, przepływa przez Jezioro Kortowskie i uchodzi do Łyny.
Nazwa strugi pochodzi od osiedla Kortowo.